# Brooktree Park
Brooktree Park è un census-designated place (CDP) degli Stati Uniti d'America della contea di Cass nello Stato del Dakota del Nord. La popolazione era di 80 abitanti al censimento del 2010.

## Geografia fisica
Secondo lo United States Census Bureau, la città ha una superficie totale di 0,46 km², dei quali 0,46 km² di territorio e 0 km² di acque interne (0% del totale).

## Società

### Evoluzione demografica
Secondo il censimento del 2010, la popolazione era di 80 abitanti.

### Etnie e minoranze straniere
Secondo il censimento del 2010, la composizione etnica del CDP era formata dal 95% di bianchi, lo 0% di afroamericani, l'1,25% di nativi americani, lo 0% di asiatici, lo 0% di oceanici, lo 0% di altre razze, e il 3,75% di due o più etnie. Ispanici o latinos di qualunque razza erano lo 0% della popolazione.